# Xander Schauffele
Alexander Victor Schauffele (San Diego, Estados Unidos, 25 de octubre de 1993) es un golfista profesional estadounidense. Ha obtenido nueve victorias en el PGA Tour, destacándose dos torneos mayores, el Campeonato de la PGA y el Abierto Británico de 2024, así como el Tour Championship de 2017 y el WGC-HSBC Champions de 2018.

## Biografía
Schauffele nació en San Diego, California. Su padre era inmigrante franco-alemán y su madre taiwanesa. Su padre ha sido su único entrenador de swing a lo largo de su carrera como golfista.
Su familia tiene tradición deportista, ya que sus bisabuelos jugaron al fútbol en la primera división en Europa. Johann Hoffmann llegó a jugar con la selección de Austria y su otro bisabuelo, Richard Schauffele destacó en atletismo obteniendo más de cuarenta títulos en disco, jabalina y lanzamiento de peso.
Está graduado en Ciencias Sociales, carrera que comenzó en la Universidad Estatal de California, Long Beach y finalizó en la Universidad Estatal de San Diego.

## Carrera profesional
Schauffele se convirtió en profesional en junio de 2015. En 2016, jugó su primera temporada completa (23 torneos) en el Web.com Tour. Terminó en el puesto 26 en la lista de ganancias de la temporada regular. En 2017, debutó en el PGA Tour en el CareerBuilder Challenge en La Quinta, California. En su primera ronda en el US Open 2017 celebrado en Erin Hills, registró 6 bajo par 66 sin bogey. Esto marcó la primera vez en la historia del US Open que un jugador debutante hiciera una ronda sin bogey, lo que le permitió ocupar el quinto lugar del torneo y lograr una invitación para el US open 2018.
Solo tres semanas después, el 9 de julio de 2017, registró su primera victoria en el PGA Tour en el Greenbrier Classic. 
En 2017, se convirtió en el primer novato en ganar el Tour Championship. Su victoria también marcó la primera vez que un novato ganaba un evento de playoffs de la Copa FedEx. La victoria movió a Schauffele al tercer lugar en la clasificación final de la Copa FedEx, mejorando la mejor marca anterior de un novato de Jordan Spieth por cuatro posiciones.
El 28 de octubre de 2018, ganó el evento WGC-HSBC Champions en Shanghái, China, en el Sheshan Golf Club.
El 6 de enero de 2019, ganó el Torneo de Campeones Sentry en The Plantation Course en Kapalua Resort en Maui,  Hawái.
Participó en los Juegos olímpicos de Tokio 2020 donde obtuvo la medalla de oro en el torneo de golf.

### Resultados en Majors
| Torneo                | 2017 | 2018 |
| --------------------- | ---- | ---- |
| The Masters           |      | T50  |
| U.S. Open             | T5   | T6   |
| The Open Championship | T20  | T2   |
| PGA Championship      | CUT  | T35  |

| Torneo                | 2019 | 2020 | 2021 | 2022 | 2023 | 2024 |
| --------------------- | ---- | ---- | ---- | ---- | ---- | ---- |
| The Masters           | T2   | T17  | T3   | CUT  | T10  | T8   |
| PGA Championship      | T16  | T10  | CUT  | T13  | T8   | 1    |
| U.S. Open             | T3   | 5    | T7   | T14  | T10  | T7   |
| The Open Championship | T41  | ND   | T26  | T15  | T17  | 1    |

CUT = No pasó el corte

DQ = Descalificado

T = Empatado con otros

ND = No Disputado

Fondo amarillo = Puesto entre los 10 primeros (top-10).